# Vườn nho

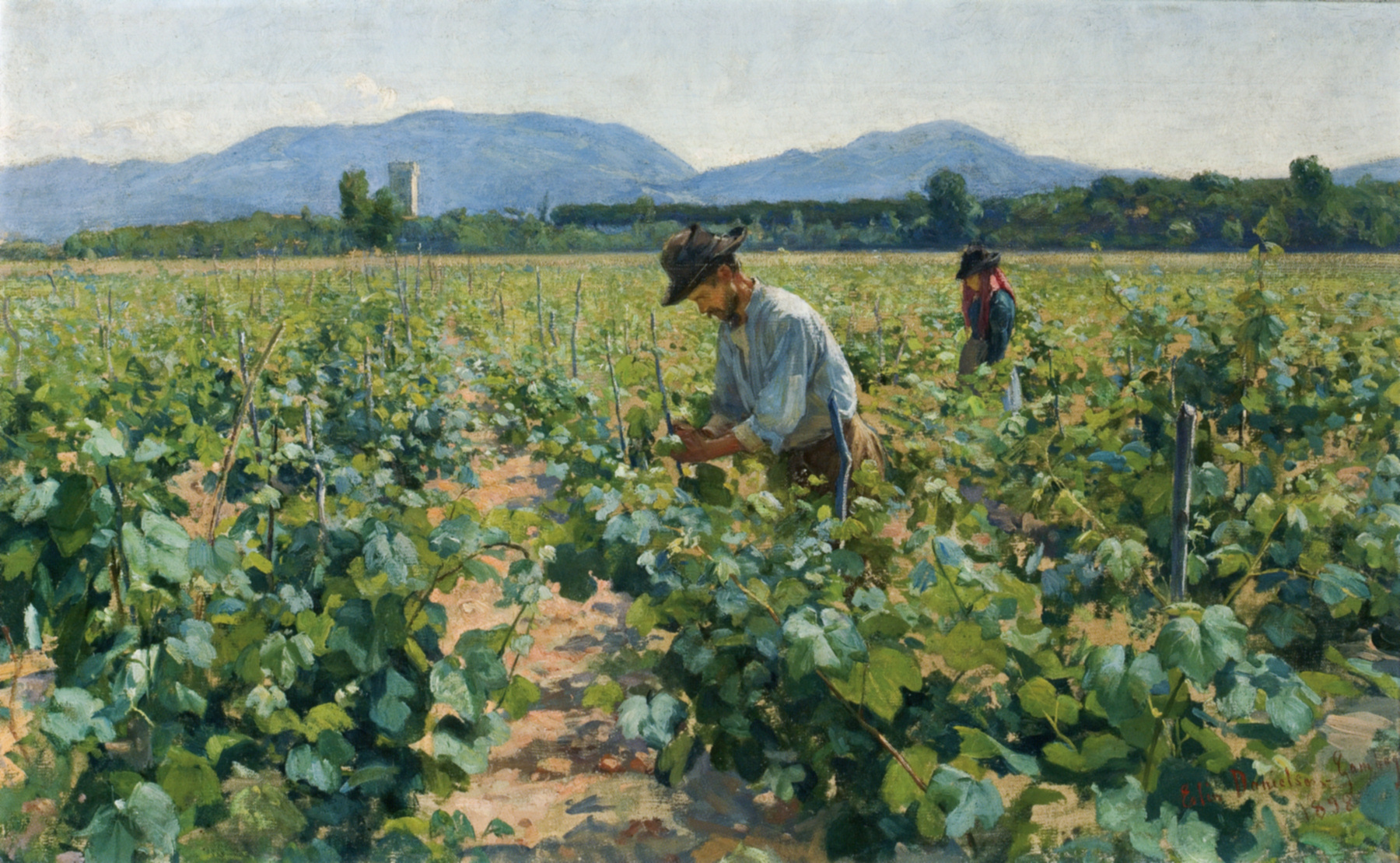
Họa phẩm về một vườn nho

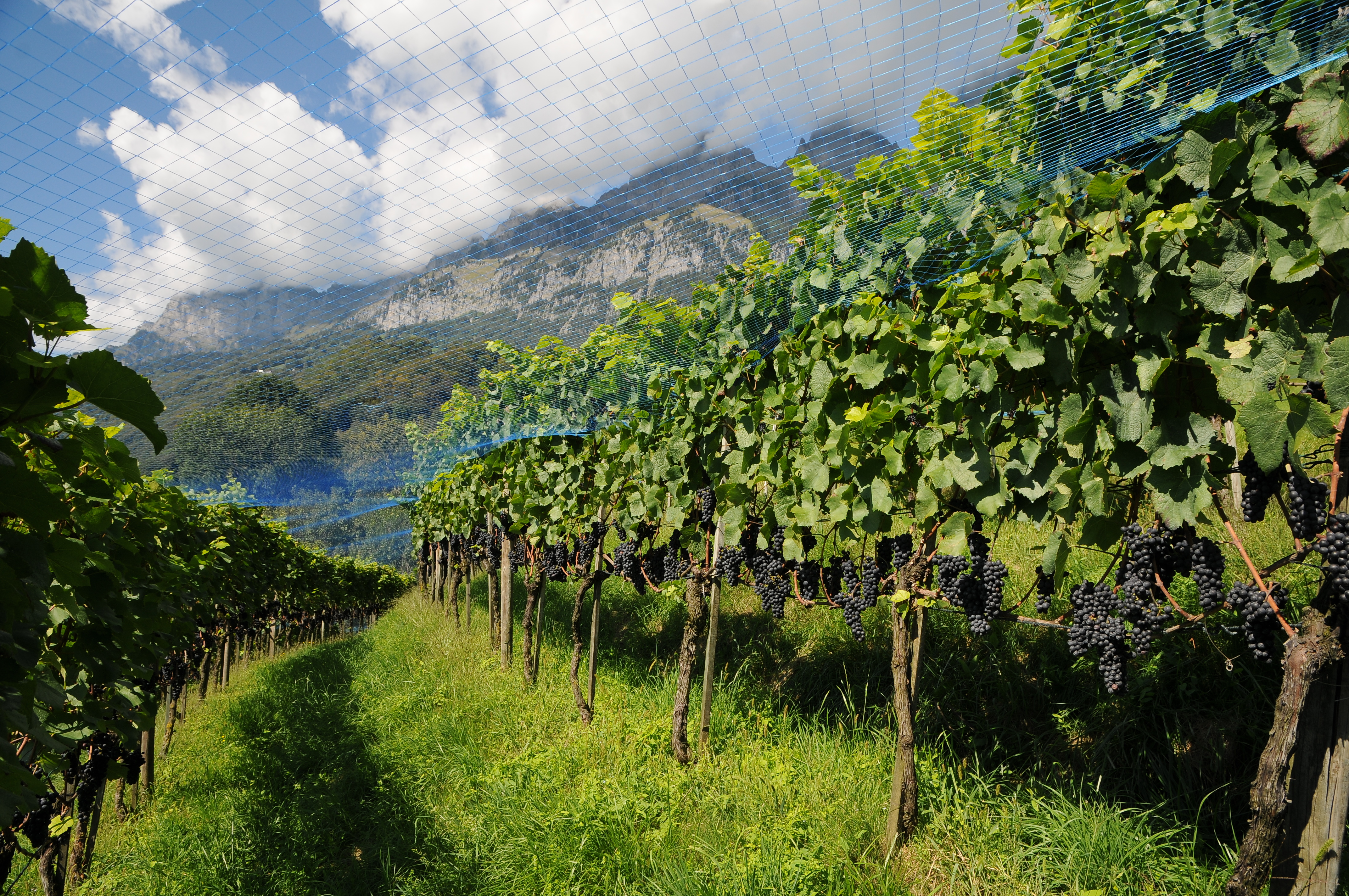
Đồi nho tại Parzelle Berg, bang St. Gallen, Thụy Sĩ. Những chùm nho bắt đầu hình thành trên cành trong vườn

Vườn nho hay cánh đồng nho hay cánh đồng trồng nho, đồi nho là những khu vực đất, cánh đồng, thửa ruộng, đồi được quy hoạch, cải tạo dành riêng cho việc trồng nho để phục vụ cho hoạt động sản xuất rượu (rượu vang, rượu nho) cũng như phục vụ cho sản xuất các sản phảm khác như nho khô, nho tươi và nước ép nho không có cồn. Các đồi nho thường nghiêng về hướng Nam hay hướng Tây để các cây nho có thể hấp thụ ánh sáng mặt trời tốt nhất.

## Lịch sử
Những bằng chứng sớm nhất của việc sản xuất rượu vang được cho là có từ giữa 6000 và 5000 trước Công nguyên từ những người Hy Lạp cổ đại và phát triển vào thời kỳ Đế quốc La Mã, sau này kỹ thuật canh tác của họ đã được phổ biến khắp châu Âu.
Trong thời trung cổ ở châu Âu, Giáo hội là những lực lượng ủng hộ sát sao việc tiêu thụ rượu vang, đó là điều kiện cần thiết cho việc cử hành Thánh lễ. Trong thời kỳ Trung Cổ, các tu viện được sở hữu các vườn nho tốt nhất ở châu Âu. Những vườn nho nổi tiếng hiện ở nước Pháp nơi sản xuất ra những loại rượu vang trứ danh.

## Diện tích trồng
Theo số liệu của FAO, 75.866 km² trên thế giới được dùng để trồng nho. Khoảng 71% sản lượng nho được dùng sản xuất rượu vang, 27% để ăn dưới dạng quả tươi và 2% làm nho khô. 

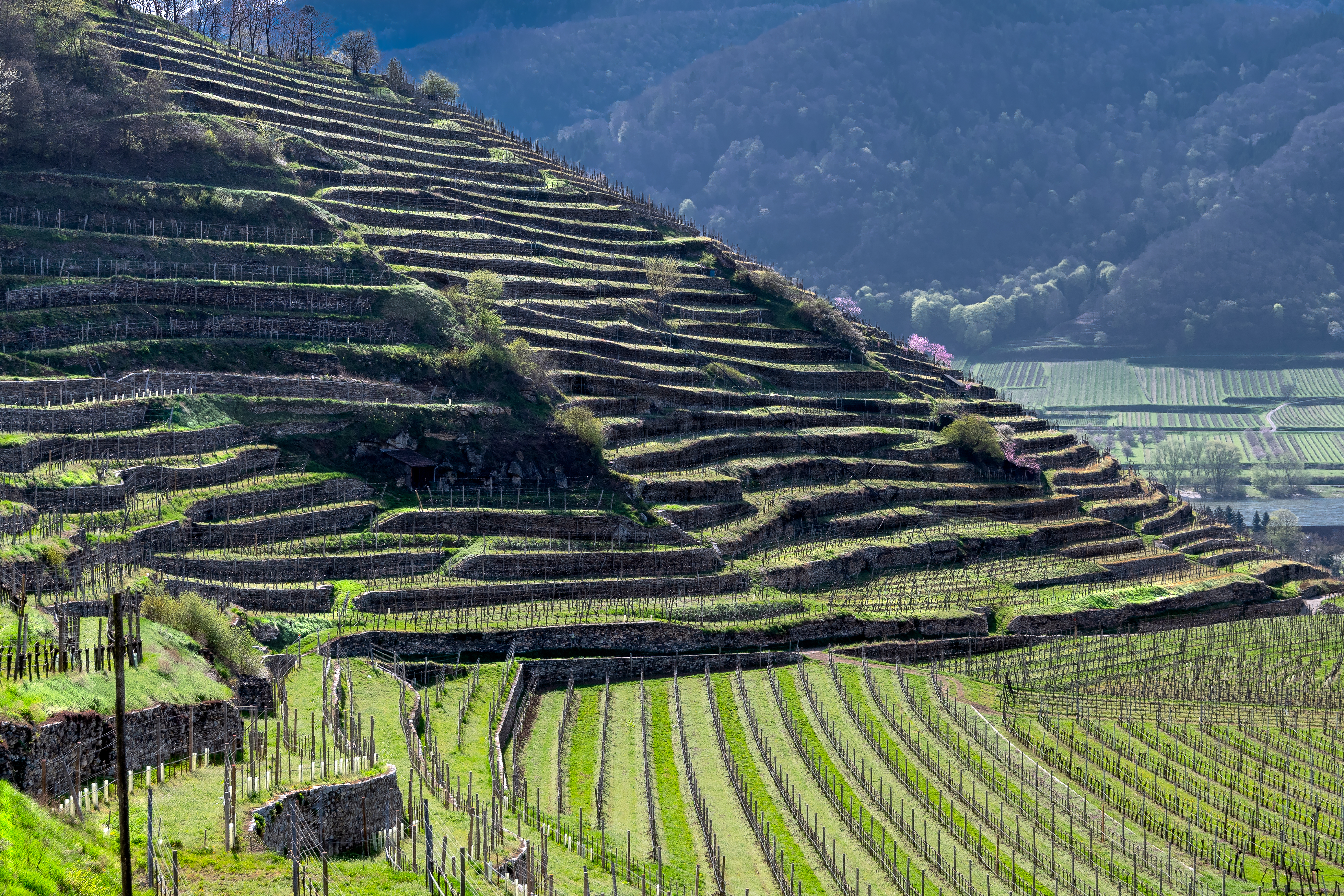
Đồi nho trồng theo bậc thang tại Wachau, Áo

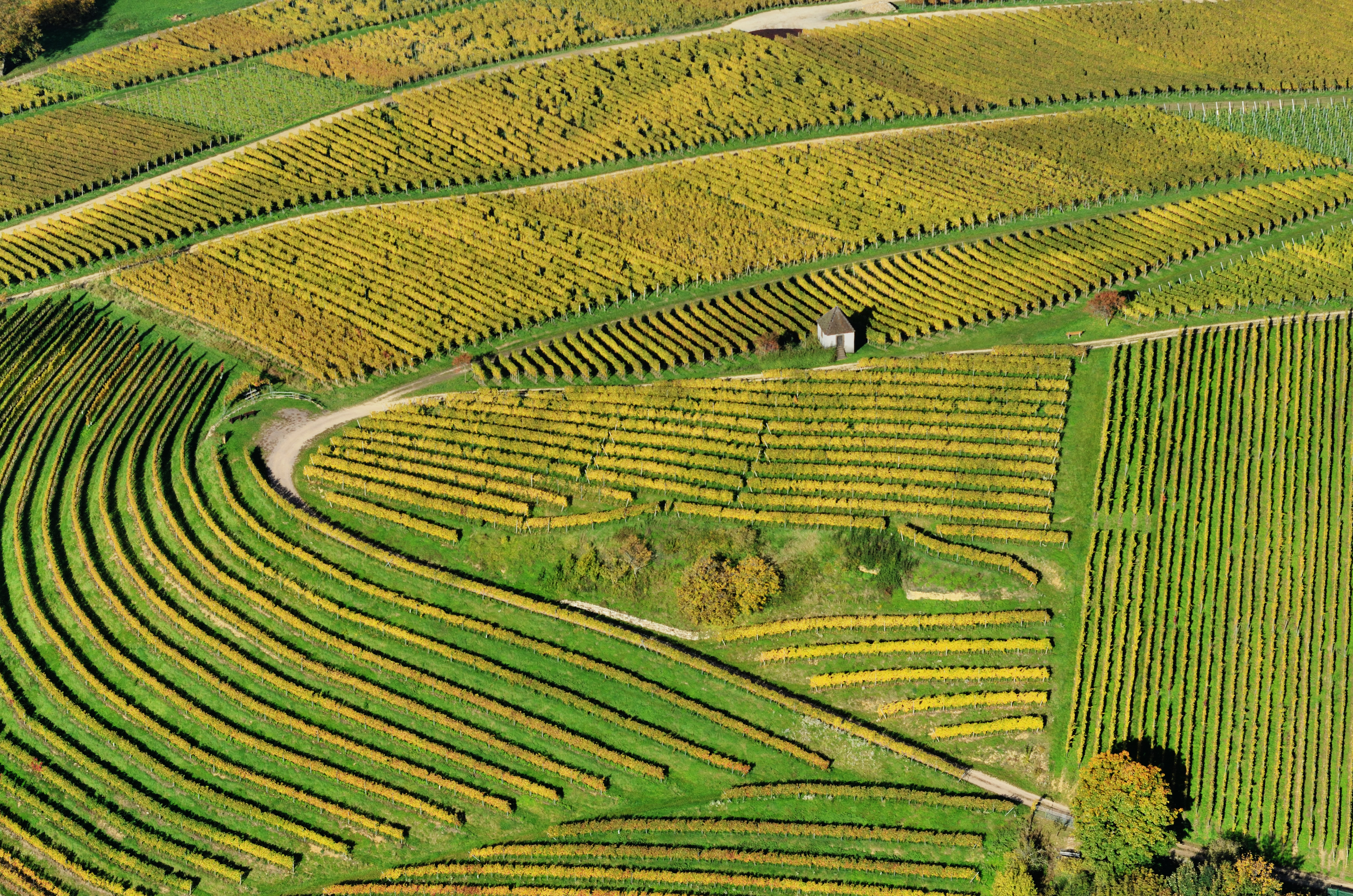
Không ảnh chụp các cánh đồng nho ở vùng Markgräflerland, tây nam Đức

Danh sách dưới đây liệt kê 11 quốc gia sản xuất rượu vang nho hàng đầu thế giới với diện tích trồng nho tương ứng cho việc sản xuất rượu vang:
- Tây Ban Nha 11.750 km²
- Pháp 8.640 km²
- Ý 8.270 km²
- Thổ Nhĩ Kỳ 8.120 km²
- Hoa Kỳ 4.150 km²
- Iran 2.860 km²
- România 2.480 km²
- Bồ Đào Nha 2.160 km²
- Argentina 2.080 km²
- Trung Quốc 1.780 km²
- Australia 1.642 km²

## Vườn nho trên thế giới

### Ở Pháp

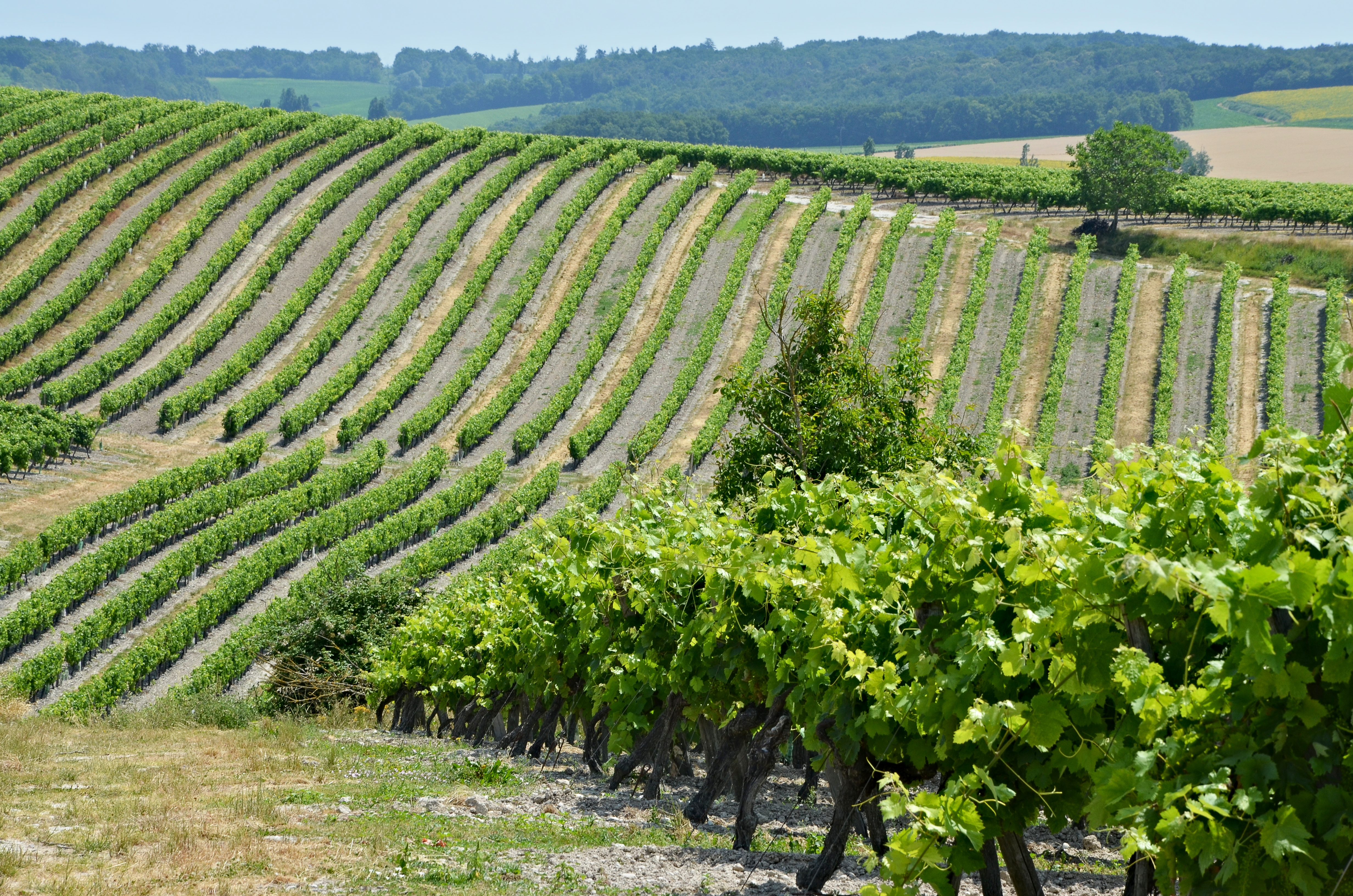
Đồi nho ở Champagne-Vigny, Charente, Pháp

Ở Pháp có nhiều vườn nho nổi tiếng để sản xuất rượu vang, như những vườn nho ở vùng Cognac ở miền Nam nước Pháp. Tại đây, có tới 73 ngàn ha với loại đất mới trông có màu bạc giống như vôi rất thích hợp với việc trồng những loại nho trắng, thành phần quyết định cho chất lượng của loại rượu Cognac. Cư dân của thành phố chỉ sống nhờ vào những cánh đồng nho và loại rượu Cognac, Họ là chủ sở hữu những cánh đồng nho, trồng để cung cấp cho các hãng rượu lớn hoặc tự làm những sản phẩm truyền thống.
Ở vùng St Emilion cũng có những vườn nho, nơi đây được công nhận là di sản thế giới vì những cánh đồng nho trải dài bất tận với những đồi nho xanh ngát, trong các khu vườn, những chùm nho xanh sai trĩu quả.

### Tại Việt Nam

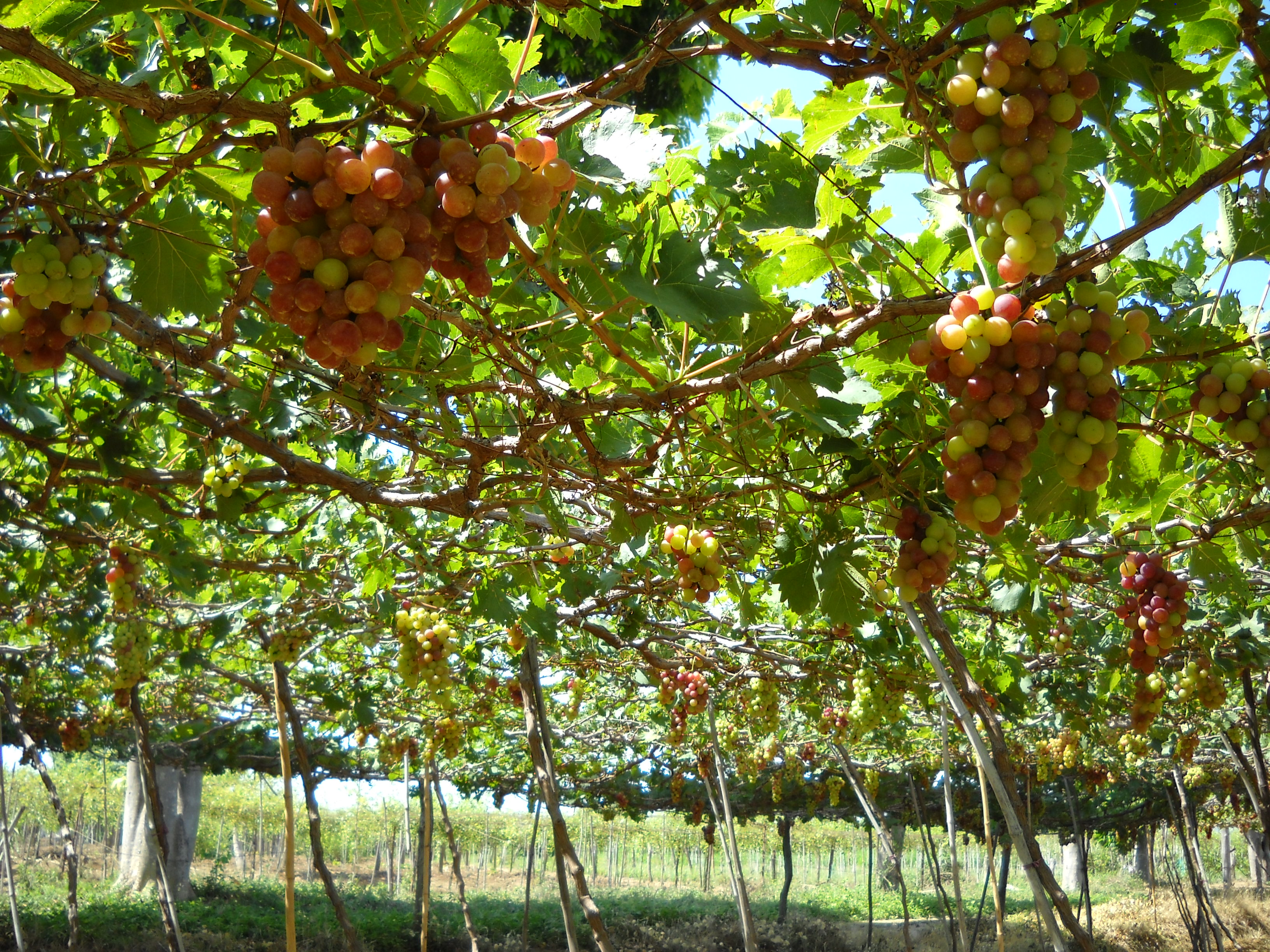
Một vườn nho ở Ninh Thuận

Tại Việt Nam, diện tích trồng nho đáng kể được biết đến ở Ninh Thuận, Vùng Ninh Thuận với đặc trưng là vùng đất đầy nắng, khô khan là ưu thế để phát triển cây nho, khách du lịch gặp những thửa ruộng nho cho quả to mọng, với các màu đen, đỏ, tím thẫm, xanh lơ và là một đặc sản của vùng đất Ninh Thuận. Diện tích trồng nho của tỉnh khoảng 2.500 ha, tập trung chủ yếu ở huyện Ninh Phước, Ninh Hải và thị xã Phan Rang – Tháp Chàm, tại các xã, thị trấn Phước Dân, Phước Hữu, Phước Sơn với nhiều loại giống nho mới năng suất chất lượng cao. Từ năm 2002 Ninh Thuận đã mở rộng diện tích cây nho từ 25 – 30 ha và từ 1995 diện tích tăng nhanh nhất trên 2.000ha. Địa phương có án phát triển cây nho từ 1.000ha -2.000ha vào năm 2015 và 2.500ha vào năm 2020.
Ninh Thuận là nơi cung cấp nho tươi với sản lượng lớn nhất cả nước, trung bình khoảng 15.000 tấn/năm và chế biến ra nhiều sản phẩm như nho sấy, mứt nho, rượu vang nho, mật nho... đáp ứng nhu cầu phong phú của người tiêu dùng trong đó, mỗi năm nông dân của tỉnh Ninh Thuận, xuất khẩu trên 10.000 tấn nho tươi sang các tỉnh thành trong khu vực. Tuy vậy, do sâu bệnh, diện tích trồng nho của Ninh Thuận năm 2011 chỉ còn 700 héc ta, giảm gần 60% so với năm 2010, cũng do dịch bệnh hán thư và côn trùng gây hại nên hầu như các vườn nho mới được trồng lại đều bị chết, do vậy, diện tích trồng nho sau mỗi năm cứ giảm dần và đến năm 2011 còn lại 700 héc ta.

## Kỷ lục

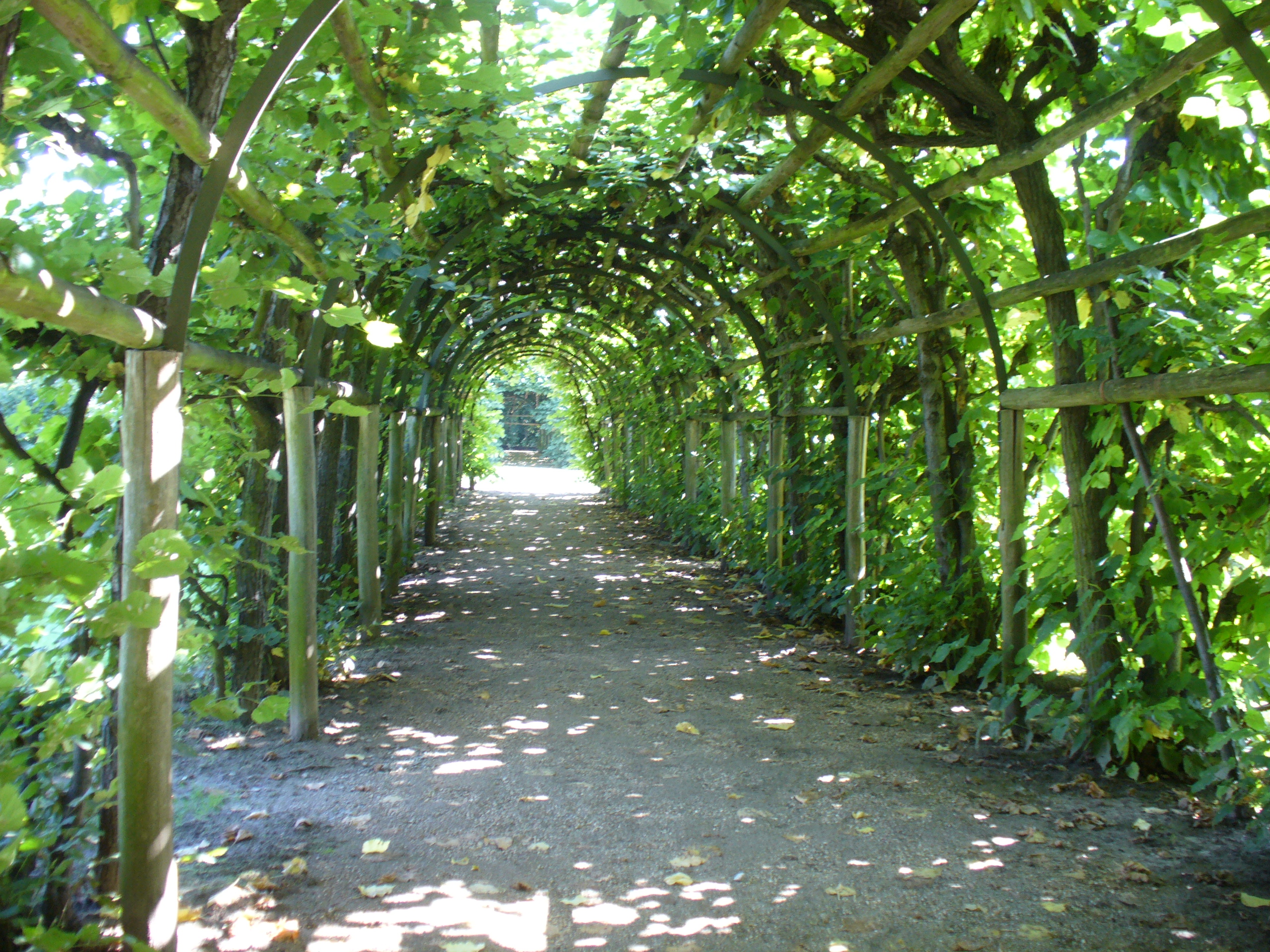
Nho trồng theo vòm che nắng

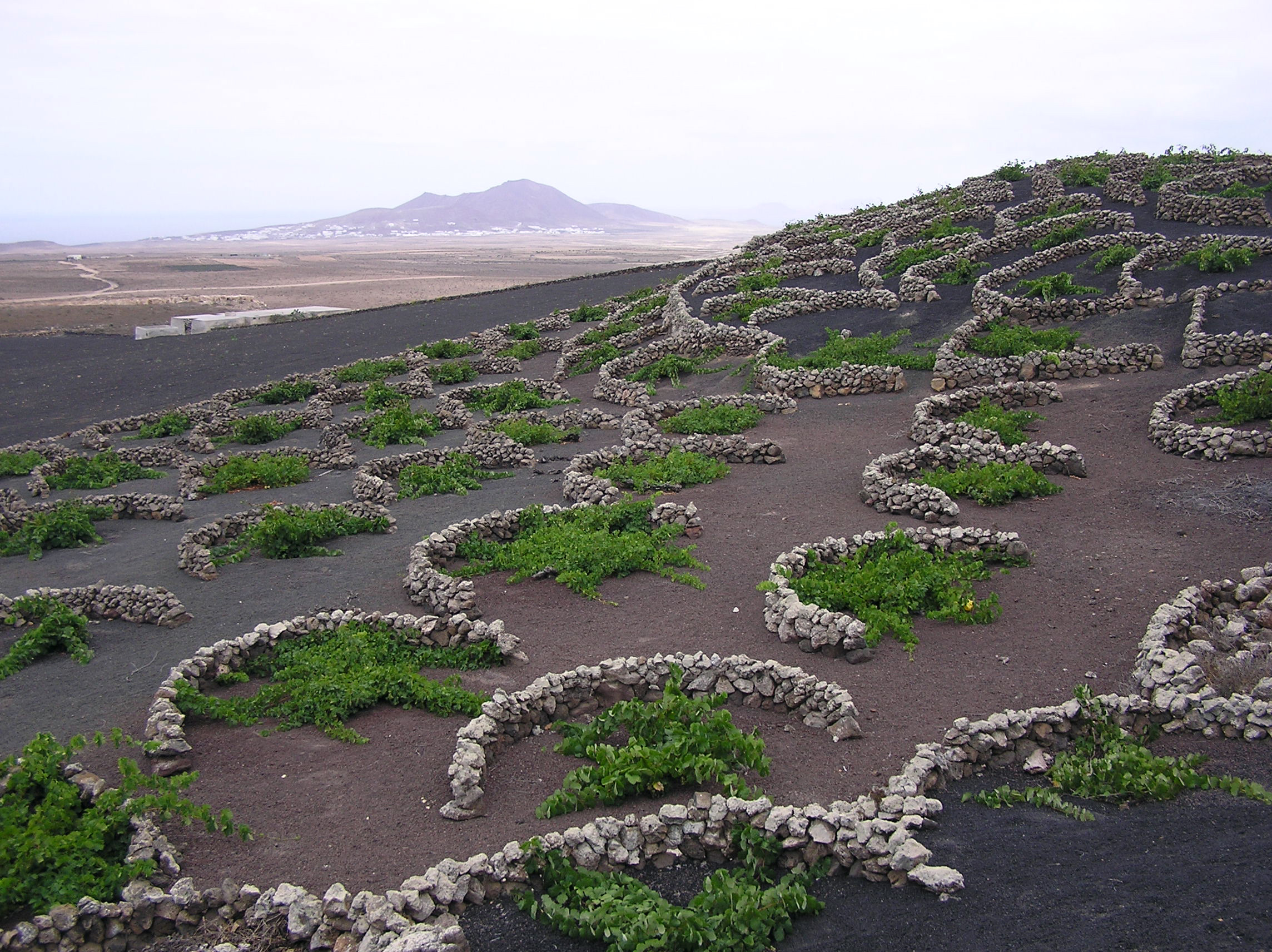
cây nho Malvasia trồng ở lớp đất mặt tại La Geria, Lanzarote, quần đảo Canary, tây bắc châu Phi, các bức tường thấp, cong bảo vệ cây nho khỏi gió khô

Theo ký giả chuyên về rượu nho Rudolf Knoll:
- Rượu nho lâu đời nhất mà vẫn uống được: Theo nhà thám hiểm đại dương Jaques Cousteau, ông ta đã tìm ra được một bình (Amphore) rượu nho vẫn còn uống được trong một chiếc thuyền vận tải hàng hóa mà đã chìm khoảng 200 năm trước Tây lịch.
- Nước có diện tích đất trồng nho nhiều nhất thế giới không phải là Ý hay Pháp mà là Tây Ban Nha (11.750 km²) so với Pháp (8.640 km²) và Ý (8.270 km²)
- Đồi nho cao nhất thế giới là ở Ecuador (2700m). Khí hậu và độ nắng ở vùng này mặc dù ở độ cao như vậy vẫn thích hợp cho việc trồng nho. Ở Âu châu thì tại Sicilia và Cộng hòa Síp có những đồi nho cao nhất khoảng 1500m.
- Chai rượu nho lớn nhất là của hãng rượu Beringer được rót vào năm 2004, chứa 130 lít rượu nho Cabernet; chai này cao tới đầu người.
- Vùng Sabile, Latvia là vùng nằm về phía Bắc nhất của thế giới mà vẫn trồng được nho để làm rượu.
- Những vườn nho nằm ở phía Nam nhất thuộc đảo Tasmania, Đảo Nam (New Zealand) và ở Chile.
- Vườn nho nằm thấp nhất là vùng Biển Chết dưới mặt nước biển.